# دهستان سولقان
سولقان دهستانی از توابع بخش کن شهرستان تهران در استان تهران ایران است.

## جمعیت
روستای سولقان واقع در شمال غرب تهران طبق سرشماری آمار نفوس و مسکن ۱۳۹۵ با ۱۱۰۵ خانوار و ۳۳۳۰ نفر جمعیت با ارتفاع ۱۶۰۰ الی ۱۷۰۰ متر از سطح دریا که جهت غالب وزش باد از شمال به جنوب (معروف به باد کندوان) و جنوب به شمال (معروف به باد شهریار) و موقعیت استقرار روستا در دامنه کوه و به صورت متراکم و دارای اقلیم سرد کوهستانی و دارای راه دسترسی آسفالت می‌باشد که با شهر تهران ۵ کیلومتر فاصله دارد
روستای سولقان با تولید ۹۵۰ تن میوه شاتوت در سال به قطب شاتوت کشور تبدیل شده است که سالانه به ویژه در تیرماه که جشنواره بزرگ شاتوت در این روستا برگزار می‌شود گردشگران زیادی به این روستا برای تهیه این میوه ارغوانی رنگ و پرخاصیت مراجعه می‌کنند
جشنواره شاتوت را می‌توان بزرگ‌ترین گردهمایی شهروندان شهرنشین و روستاییان در بخش کن دانست چراکه طبق آمار روابط عمومی دهیاری سولقان در چهارمین جشنواره شاتوت که تیر ماه ۱۴۰۲ به مدت چهار روز برگزار شد بیش از ۳۰هزار نفر گردشگر از سراسر ایران روانه این روستا شدند
همچنین روستاهای سولقان دارای ۵۵۰ هکتار باغات و دارای ۱۹۰۰ هکتار اراضی زارعی می‌باشند که علاوه بر شاتوت غالب محصولات گیلاس، هلو، شاتوت، گردو، خرمالو به صورت عمده و ازگیل، آلبالو، به، سیب، شلیل، توت کمتر می‌باشد. در دو سال اخیر (۰۳–۱۴۰۲)بسیاری از باغهای سولقان دارای چاده آسفالته شدند و در حال تقسیم توسط وراث می‌باشند و نشاط حود را به دلیل جاده‌سازی از دست دادند. به همین چهت درختان زیادی قطع شدند یا به ریشه آنها آسیب وارد شده است.
منابع آبی روستای سولقان چاه و چشمه به صورت لوله‌کشی و بهداشتی و برای مشروب نمودن باغات از آب رودخانه ۱۳ نهر استفاده می‌نماید که به شرح ذیل می‌باشد:
۱-نهر جونارون، ۲-نهرجو زمین، ۳-نهر جوب دره، ۴-نهر جنغجو، ۵-نهر در آسیاب الوم بالا، ۶-نهر در سوء قاضی، ۷-نهر اون دست، ۸-نهر ویشتها، ۹-نهر پوراز بالا و پایین
،۱۰-کاندونک، ۱۱-نهر جره، ۱۲-نهر چال ماهی، ۱۳-نهر تنگه مش نجف
به لحاظ تقسیمات کشوری روستای سولقان مرکز دهستان بخش کن می‌باشد که شامل ۱۳ روستا می‌باشدکه به شرح ذیل می‌باشد:
۱-سنگان پایین ۲- سنگان وسط۳-باغ دره ۴-سنگان بالا ۵-رندان۶-طالون۷-کیگا۸-امامزاده داود۹-کشار علیا۱۰ -کشار سفلی ۱۱-وردیج ۱۲-واریش۱۳ مزرا
مزارع و مکان‌هایی به نام‌های سمبلا-مرزاء-گلدر-آب زندگانی-نمه-نهر-بند عیش-دروک-ورابک-انادردره-. دره گیلینا-چال زرد-در سو قاضی-کاه چین- علی خان-سوباغ لیلا-دره غلام-سنگ ایوانک-دره مش ابو-انار دره-سایه اندال-کفتر خون-ورابک-هومن دوپولان-هرپاس-دروک-گلدر-چال نساء-بند زونگل -بند قورک-لوله بن-نوشهریار-فیل دره-کاونک-تنگه رندون-دوآب رندان-دوآب کیگا-جره-تنگه مسلم مهدی-تنگه والی-دروازه-دره درویشک-دره اوسبل-جوزمین-دوآب سنگان-باغ حاج صالح-هامونده-دود دره-بند بنک-سوگوزن دره-دره چهار گیلاس-درختک-کاه چین ابراهیم حسین-تیر قلندر-کاه چین سیف-باغبون-چاله زنگول-کاه چین حاج مهدی-چشمه شاهی-دره گل کولون-تقیک-دره کل به حسن-گیلنا-چال حصار-ورمال- چشمه گیکا- باغ شیرک-دیم احمد. -چم چم-دوراه حیدر-شتر گردن بالا و پایین-پشت باغ نوری-دره موسی قلی-دره برزرک-مزراء-کوهک-گوییچ-لوگک-بنک-پشت مالگ-سوگوزن دره-خال احمد-پشت تنگه سنگان-سمبلا. -سیاه سر-چشمه کال دوز-گل عسل –سرسولک-ویشیگگ-پشت بندها-دره هستگ-بند عذاب-چم چم
و محصولات زراعی که تا اوایل دهه ۶۰ کشت می‌شده که عبارت از (گندم-جو-نخود-یونجه-شبدر-لوبیا-عدس) و به لحاظ دامداری دام سبک می‌باشد و در داخل روستا اغلب بناها بتون و اسکلت فلز به نوع سازه می‌باشد.
روستای سولقان برای ارائه خدمات عمومی دارای مکان‌های ذیل می‌باشد
*پارک کوهستان/ پارک سپیدار/ پارک سالمندان (غدیر)
*مجموعه ورزشی چند منظوره طبعیت (یادبود شهدای عباسی) که آموزش و ورزش‌های فوتسال/والیبال/کشتی/بیلیارد/کاراته/بوکس/تنیس روی میز در این مجموعه انجام می‌شود
*مجموعه ورزشی طبیعت که دارای یک زمین چمن مصنوعی با قابلیت برگزاری مسابقات در شب/ ساختمان رختکن/ سه چشمه سرویس بهداشتی می‌باشد
*دو پایگاه بسیج بنام شهید علی مرادی و شهید محمدرضا شیرین
*یک کیوسک انتظامی متعلق به کلانتری ۱۴۲ کن
*مرکز پلیس راه دهستان سولقان
*دارای دو امامزاده به نام‌های امامزاده سید محمد نوربخش و امامزاده سید احمد هروی
*شش مسجد به نام‌های (مسجد جامع ابوذر، مسجد حضرت ابوالفضل (ع)، مسجد امام جعفر صادق (ع)، مسجد امام حسین (ع)، مسجد شهید علی امیری، مسجد حصار)
*دو حسینیه به نام‌های حسینیه اعظم سولقان و حسینیه سیدالشهدا
* یک مرکز بهداشتی و درمانی دولتی / ساختمان پزشکان/ دو داروخانه فعال
*پایگاه دائم و مستقر اورژانس
*سه مرکز آموزشی: مجتمع آموزشی پسرانه دولتی شهیدان آقامحمدی دارای مقطع ابتدایی، راهنمایی و دبیرستان/ دبستان دخترانه شهید احمد مرادی دارای مقطع ابتدایی/ هنرستان دخترانه پروین اعتصامی
*دارای دو تعاونی دامداری و کشاورزی/ تعاونی دهیاری‌ها
*مرکز مخابرات
*شعبه ۵۸۰ بانک ملی / شعبه پست بانک
*سه دستگاه عابربانک (ملی/پست بانک/سامان) و یک دستگاه کش لس بانک ملی
*کانون پرورش فکری سولقان ویژه کودکان و نوجوانان
*دو کتابخانه به نام‌های (امام جعفر صادق، باقرالعلوم)
*جایگاه شبانه‌روزی سوخت بنزین
*مرکز پخش سیلندرگاز
*سایت تفکیک زباله
*کانکس بازیافت از مبدأ ویژه شهروندان
*دفتر مرکزی آب و فاضلاب روستایی
*غسالخانه و ۳گورستان به نام های (گلزار شهدا، درب سید، امامزاده نوربخش)
*ایستگاه فرستنده رادیو و تلویزیون با کیفیت 4k
*شبکه موبایل همراه اول و ایرانسل و رومینگ دیگر اپراتورها با کیفیت اینترنت 4g
*ایستگاه تاکسی به مقصد میدان شهید سولقانی واقع در شهرکک بهاران و شهرزیبا
*مصلی گلزار شهدا ویژه برگزاری مراسمات ملی و مذهبی و اموات
*سوله بحران (در حال احداث)
*بازار میوه و تره بار (در حال احداث)
*بازار روز ویژه بانوان صاحب مشاغل خانگی (در حال احداث)
¬از نظر فرهنگی مردمی مذهبی و مقید به آداب و رسوم می‌باشد و در جنگ تحمیلی و انقلاب ۴۳ شهید و ۲ آزاده و ۴۰ جانباز تقدیم انقلاب اسلامی نموده است که در زمان جنگ بعنوان روستای نمونه کشوری انتخاب گردید

## آبادی‌ها
این دهستان از ۲۱ آبادی تشکیل شده است که برخی از آنها عبارتند:
- سنگان
- سولقان
- وردیج
- واریش
- رندان
- طالون
- کشار پایین
- کیگاه، واریش

## اقتصاد و محصولات
منبع درآمد اهالی سولقان از طریق باغداری و کشت میوه‌های مختلف در فصول مختلف است. ۵۵۰۰ هکتار از اراضی روستا زیر کشت باغات میوه از قبیل: شاتوت گیلاس، سیب، هلو، آلو، آلبالو، توت، خرمالو، گردو و توت فرنگی قرار دارد.

## معضل ترافیک و شلوغی
روزهای تعطیل اهالی سولقان و جاده امام‌زاده داوود در ترافیک وحشتناکی که در این جاده ایجاد می‌شود زندانی می‌شوند؛ تا حدی که زمان ۵ دقیقه ای رسیدن از این دهستان به تهران تا ۵ ساعت طول می‌کشد!